# Kadjinolle Kagnao
Kadjinolle Kagnao est un village du Sénégal situé en Basse-Casamance. Il fait partie de la communauté rurale de Mlomp, dans l'arrondissement de Loudia Ouoloff, le département d'Oussouye et la région de Ziguinchor.
Lors du dernier recensement (2002), le village comptait 386 habitants et 54 ménages.